# Сага про позаземну
«Сага про позаземну» (нім. Sagen von Unirdischen) — науково-фантастичне оповідання німецької письменниці Анни Зеґерс 1970 року, надруковане 1972 року в збірці «Дивні зустрічі».
Як і в «Подорожній зустрічі», у тексті висвітлюється не що інше, як суть мистецтва.

## Сюжет
I
Німеччина XVI століття, Селянська війна: приземляються 23 іншопланетянини. Приходить Марі, дочка різьбяра, і в очікуванні зустрічі з Міхаелем. іншопланетний гість бере назване ім’я та показує дівчині на небі свою зірку. Марі веде Міхаеля в майстерню свого батька, майстра Матіаса. Він розпочинає розмову. Міхаель захоплюється мистецтвом майстра; його готовими та напівзавершеними скульптурами. Але це війна. Ще одна війна, як тисячу земних років тому, коли остання делегація з іншої зірки знайшла землю, Міхаель вражений.
Інші двадцять два через вбивства та пролиту кров викликають Міхаеля повернутися додому. Міхаель залишається через Марі та різьблення вівтаря; тому через мистецтво, яким володіють земляни; мистецтво, сила, якою ніхто не володіє на його рідній планеті. Вдома лише нехудожники.
Іншопланетяни виводять Матіаса і Марі з небезпечної зони на повітряний острів під час лютої загарбницької війни.
Жертва війни Марі помирає, але не зовсім, а летить, як ангели, що літають у космосі, у цей «єдиний вихор золотого повітря». Матіас похований разом із дочкою.
II
Потім наступний загін вирушив на Землю. Там вирує Тридцятилітня війна. Один з мандрівників хоче дослідити, що таке мистецтво. Коли він вдало приземлився і Катрін запитує його ім’я, прибулець відповідає «Мельхіор», оскільки щойно почув це ім’я. Мельхіора страчують як чаклуна за те, що він приніс із собою фотоапарат. Катрін вважається відьмою, тому що вона залишається з Мельхіором. Війна й надалі триває. Наступає інша армія. Знову літальний апарат рятує життя дружині інопланетянина. Мельхіор не розуміє суті конфлікту. У Катрін є пояснення. Католики й протестанти ніколи не ладнають у житті. Пара бере шлюб. Умілий майстер Мельхіор стає добре відвідуваним мірошником, але він сумує за своєю планетою й помирає, тому що ніхто не відповідає на його повідомлення. Катрін пробивається по життю. Дочка виходить заміж за фермера. У подружжя є дві дочки та троє синів.
III
Одного разу один із нащадків нишпорив у дивних реліквіях на горищі й нарешті підніс до вуха радіоприймач, завдяки якому Мельхіор намагався зв’язатися зі своєю планетою ще за життя. Молодий спадкоємець чує кілька голосів. Потім – перерва. Анна Зеґерс закінчує казковим тоном: «Якщо річ давно не зламалася, то, ймовірно, вона знову стане чутною з тим, кому тепер дісталася».

## Відгуки
- Космонавти з віддаленої планети не можуть зрозуміти людей, особливо співіснування волі до мистецтва і волі до руйнування, що спостерігається у жителів землі.
- Східнонімецькі письменники — наприклад, Фюманн, Сара Кірш, Ірмтрауд Моргнер та Кріста Вольф — близько прийняли до серця артикуляцію Анни Зеґерс, сформульовану в «Дивних зустрічах». Наприклад, Зеґерсова відьма Катрін може бути взірцем для відьом Моргнера. А в тексті «Саги про позаземну» автор прагне об’єднання раціональне та творче.
- Історичні сюжети привабливо пов’язані з чимось на зразок наукової фантастики. Коли він думає про Маттіаса, Шраде думає про Маттіаса Грюневальда. У цьому вагомому маленькому пізньому творі читач більше не стикається з класовим бійцем Зеґерс, але художник із посланням: «Велике мистецтво походить із глибокого благочестя».
- Земний скульптор Матіас надає іншопланетному інтелектуалу уявлення про мистецтво.